# Жуантобе (Келесский район)
Жуантобе (каз. Жуантөбе, до 2001 г. — 22 Партсъезда) — село в Келесском районе Туркестанской области Казахстана. Административный центр Актобинского сельского округа. Код КАТО — 515437100.

## Население
В 1999 году население села составляло 572 человека (295 мужчин и 277 женщин). По данным переписи 2009 года, в селе проживало 825 человек (428 мужчин и 397 женщин).